# Neptis batara
Neptis batara är en fjärilsart som beskrevs av Moore 1881. Neptis batara ingår i släktet Neptis och familjen praktfjärilar. Inga underarter finns listade i Catalogue of Life.